# Спокойный (Адыгея)
Спокойный (адыг. Гупсэф) — посёлок в Майкопском муниципальном районе Республики Адыгея России. Входит в состав Краснооктябрьского сельского поселения.

## Население
| 2002 | 2010 | 2013 | 2014 | 2015 | 2016 | 2017 |
| ---- | ---- | ---- | ---- | ---- | ---- | ---- |
| 41   | ↘38  | ↘37  | ↗43  | →43  | ↘42  | ↘41  |
| 2018 | 2019 | 2020 | 2021 | 2023 | 2024 |      |
| ↗44  | ↗50  | →50  | ↘45  | ↗46  | ↘44  |      |

По данным Всероссийской переписи населения 2021 года:
| Народ               | Численность, чел. | Доля от всего населения, % |
| ------------------- | ----------------- | -------------------------- |
| русские             | 42                | 93,33 %                    |
| другие / не указано | 3                 | 6,67 %                     |
| всего               | 45                | 100,0 %                    |

## Улицы
- Лесная.